# Istarski albanski govor
Istarski albanski govor, arhaični oblik gegijskog narječja albanskog jezika,  koji se govorio u Poreču i okolici sve do prvih desetljeća 19. stoljeća, a originalno se koristio u području oko Bara, okolnom jugoistočnom dijelu Crne Gore, Skadra i Malesije.
Njega su od šesnaestog do sedamnaestog stoljeća u Istru donijeli albanski doseljenici, kada zbog depopulacije i propadanja gospodarstva uzrokovanih ratovima, bolestima i kužnim epidemijama, mletačke vlasti počinju provoditi kolonizaciju Istre stanovništvom podrijetlom s Balkana, nastavljajući tako stoljetna migracijska kretanja u Istri. Među novim stanovnicima bilo je mnogo Albanaca, nastanjenih uglavnom u okolici Poreča.
Jedini sačuvani tekst iz tridesetih godina XIX. st., napisan na lokalnom albanskom jeziku, djelo je Petra Stankovića/Pietro Stancovich, barbanskog kanonika i istarskog polihistora, koji je uspio prepisati i sačuvati prispodobu o razmetnom sinu i kratak popis riječi na gegijskom narječju.